# A Pau Casals
A Pau Casals és un conjunt escultòric situat a l'Avinguda Pau Casals de Barcelona, al districte de Sarrià-Sant Gervasi. Va ser creat el 1982 amb un projecte dels arquitectes Miquel Espinet, Antoni Ubach i Ramon Maria Puig Andreu, i compta amb dues obres escultòriques: una de Josep Viladomat (original de 1940) i l'altra d'Apel·les Fenosa (de 1976). El conjunt està dedicat al compositor i violoncel·lista català Pau Casals i Defilló (El Vendrell, 1876 – San Juan de Puerto Rico, 1973).

## Història i descripció

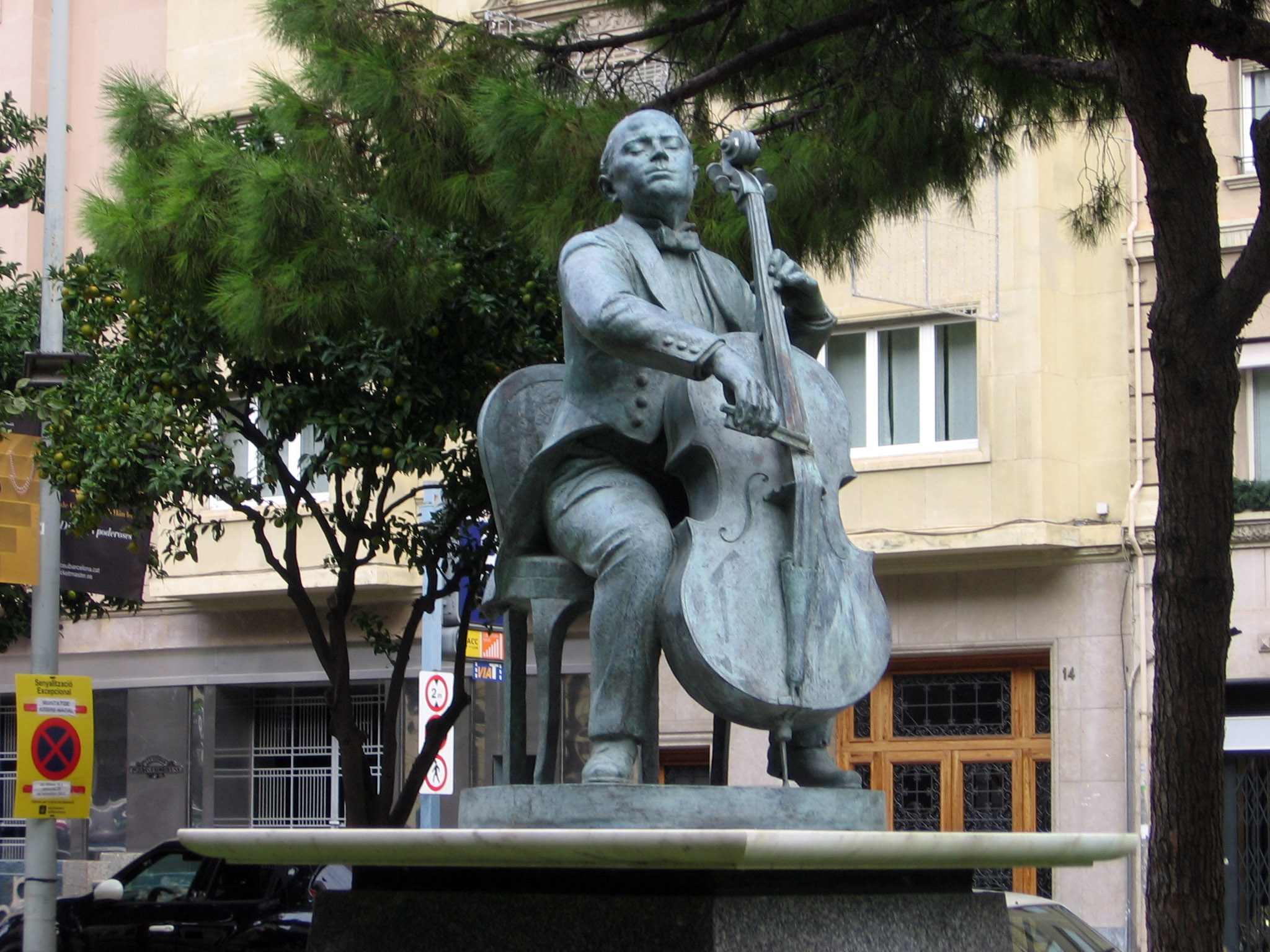
Estàtua de Josep Viladomat.

La idea d'emplaçar un monument dedicat al músic va sorgir amb l'arribada de la democràcia, quan l'alcalde Josep Maria Socías i Humbert va decidir tornar a anomenar l'avinguda dedicada el 1934 al violoncel·lista al seu nom original, ja que durant la dictadura franquista havia sigut rebatejada com Avinguda del General Goded. Aquesta avinguda es troba a Sant Gervasi, entre l'Avinguda Diagonal i el Turó Park. Es va decidir la instal·lació de dues obres, una de nou cuny feta per Apel·les Fenosa, i altra elaborada per Josep Viladomat el 1940. Aquestes obres es van situar enmig d'un estany vorejat per una reixa semicircular, just a l'entrada del Turó Park. Al costat de l'estàtua del músic es va plantar un garrofer. El conjunt va ser inaugurat el 6 de juny de 1982, amb l'assistència del president de la Generalitat, Jordi Pujol, l'alcalde de Barcelona, Narcís Serra, els escultors Viladomat i Fenosa, i la vídua i el germà de Casals. Lamentablement, la col·locació de l'estàtua arran de terra va provocar que fos un blanc fàcil pel vandalisme —va haver de ser reparada en cinc ocasions entre 1982 i 1986—, pel que finalment es va haver de situar sobre un pedestal, raó per la qual es va treure del seu emplaçament original i va ser traslladada dos carrers més avall tot seguint l'avinguda, on va ser col·locada al mig d'un parterre de gespa.
L'estàtua de Viladomat és original del 1940, data en què l'escultor va fer un retrat de Casals mentre assajava amb el seu instrument, a la localitat de Prada de Conflent, tot just després d'iniciar el músic el seu exili. Una còpia d'aquesta obra està situada a la plaça Nova del Vendrell. És una obra realista, que mostra al músic assegut, tocant el violoncel, amb una expressió de concentració, amb els ulls tancats. Actualment li manca l'arc del violoncel, desaparegut en un acte vandàlic.
Quant a l'obra de Fenosa, consisteix en un gran llenç de set metres d'alçada que esdevé una al·legoria de la música, en forma de teula romana que finalitza a la seva part superior en unes flames. Una cara és còncava, dedicada a la música, simbolitzada per uns busts d'àngels que toquen trompetes i violins; l'altra és convexa, i està dedicada a la glòria, transcrita en forma de versos amb un poema de Salvador Espriu dedicat al músic. Tant aquesta obra com l'anterior van ser fetes a la Foneria Ramon Vilà, de Valls.